# Francisco de Oleza Le-Senne
Francisco de Oleza Le-Senne (Palma de Mallorca, 12 de septiembre de 1938- Madrid, 22 de marzo de 2016) fue un escritor, teólogo y periodista español, que  desarrolló su carrera en prensa, radio y televisión.

## Biografía
Nacido en Palma de Mallorca, estudió Teología en la Facultad Teológica de los jesuitas en Sant Cugat del Vallés, Barcelona, licenciándose en 1969.
Interesado, durante años, en averiguar por qué y para qué el ser humano recorre la vida formando el entramado espiritual que argumenta la historia del mundo conforme a una naturaleza que se muestra conmovida por el Espíritu, dirigió su investigación hacia las expresiones místicas relatadas por las diferentes Tradiciones Religiosas. 
Ha simultaneado sus investigaciones antropológico teológicas con el ejercicio de su profesión como periodista, iniciada en Barcelona y Madrid. Trabajó en “La Prensa”, “Radio Popular” y “Radio Nacional de España”. 
En 1970 se incorporó a T.V.E. (Televisión Española), donde dirigió o colaboró en diferentes programas educativos, culturales, divulgativos, siempre con la intención de ofrecer un género centrado en la información.
Posteriormente desempeñó los cargos de Coordinador de la Subdirección de programas culturales y educativos. Delegado de la Unión Europea de Radiodifusión, formó parte de la Comisión de Expertos en programas educativos de la U.E.R.
Director de documentación de los Servicios Informativos de TVE.  Más tarde ocupó los puestos de Director de la Producción Ejecutiva de Programas de  Actualidad de los Servicios Informativos y Subdirector de los Servicios Informativos de TVE.
Ha sido Presidente Nacional de la Federación de Asociaciones de Profesionales de Radio y Televisión.
En 1990 se le encargó la dirección y presentación del programa “La Tabla Redonda”, premiado con la Antena de Oro de TVE. En él logró reunir a personas de prestigio nacional e internacional de diferentes disciplinas: filosofía, teología, humanismo, ciencia.

## Obras publicadas
- “El Proceso Humano de Dios” (2014).
- “La Tabla Redonda” 	Volumen I: Técnicas de Iniciación (1994).
- “La Tabla Redonda”	Volumen II: La Divinidad Secreta (1995).
- “La Tabla Redonda”	Volumen III: El Grito del Profeta (1996).
- “Ignacio de Loyola, místico”. Capítulo en el libro “Ignacio de Loyola, Magister Artium en París 1528-1535” dirigido por Julio Caro Baroja (1991).

## Programas de televisión
- “Última Imagen”
- “Cuestión Urgente”
- “Primer Mundo”
- “Crónica 2”
- “Opinión Pública”
- “Los escritores”
- “Los pintores”
- “Nombres de ayer y de hoy”
- “Hoy por hoy”
- “Revistero”
- “Etcétera”
- “A pie, en bici o en moto”
- “Dentro de un orden”
- “La tarde con…”
- “Un verano Tal Cual”
- “La Tabla Redonda”